# Euptychoides jaresia
Euptychoides jaresia är en fjärilsart som beskrevs av Butler 1870. Euptychoides jaresia ingår i släktet Euptychoides och familjen praktfjärilar. Inga underarter finns listade i Catalogue of Life.